# 카카오TV 모닝
《카카오TV 모닝》은 2020년 9월 1일부터 방송 중인 카카오TV 오리지널 예능이다.

## 개요
카-모닝! 월요일부터 금요일까지, 매일 아침 카카오톡으로 배달되는 데일리 숏 콘텐츠

## 출연진

### 월요일
- 김구라
- 이진호
- 골든차일드의 이장준

### 화요일
- 김이나

### 수요일
- 노홍철
- 딘딘
- 김가영
- 김종민
- 슈카
- 김동환

### 목요일
- 비와이
- 이용진
- 윤훈관

### 금요일
- 유희열

## 요일별 코너

### 화요일
코너 이름 : 톡이나 할까? 

호스트 : 김이나 

방송 기간 : 2020년 9월 1일 ~ 현재 

코너 소개 : 셀럽들의 카톡 말투와 이모티콘은 어떨까? 톡터뷰어 김이나가 셀럽과 마주 앉아 오직 카톡으로만 대화, 미세한 감정까지 포착하는 카톡 토크쇼

### 수요일
코너 이름 : 개미는 오늘도 뚠뚠 

호스트 : 노홍철 

Chapter.1 방송 기간 : 2020년 9월 2일 ~ 2020년 12월 2일 

Chapter.2 방송 기간 : 2020년 12월 23일 ~ 현재 

코너 소개 : 개미 지망생 1020 주린이들을 위한 뚠뚠한 현실사 교육 프로그램! 손절의 아이콘, 망투자의 귀재 노홍철과 함께 하는 알기 쉬운 경제 레벨 떡상 프로젝트

### 금요일
코너 이름 : 밤을 걷는 밤 

호스트 : 유희열 

방송 기간 : 2020년 9월 4일 ~ 현재 

코너 소개 : 새로운 밤의 세계가 펼쳐진다! '밤 마실러' 유희열과 함께 우리가 잊고 살던 밤의 여유를 느껴보는 감각적인 밤 산책 리얼리티

## 종영 코너

### 목요일
코너 이름 : YO! 너두 

호스트 : 비와이 

방송 기간 : 2020년 9월 3일 ~ 2020년 11월 19일 

코너 소개 : 비와이 가라사대 ‘실은 저 영어 못해요!’ 찐 한국인 래퍼 비와이와 함께 랩으로 배우는 힙합 영어! 영어 랩 작사부터 입 터지는 생활 영어까지 배워보자! YO 너두 할 수 있어~

### 월요일
코너 이름 : 뉴팡! 뉴스 딜리버리 서비스 

호스트 : 김구라 

방송 기간 : 2020년 9월 7일 ~ 2020년 11월 30일 

코너 소개 : 매주 월요일 아침마다 핫한 뉴스들이 내 침대 앞으로 배달된다! 뉴스 따라잡기 힘든 뉴알못들의 구원자가 될 초미니 시사 딜리버리 서비스!

## 회차별 제목
| 2020년 | 2020년    | 2020년                       | 2020년 | 2020년         | 2020년       |
| 회차   | 방송일    | 코너                         | 부제 | 게스트         | 비고         |
| ------ | --------- | ---------------------------- | --- | -------------- | ------------ |
| 1      | 9월 1일   | 톡이나 할까?                 | 1st 톡터뷰이 - 배우 박보영                                                                                    |                |              |
| 2      | 9월 2일   | 개미는 오늘도 뚠뚠           | LV.1 투자 성향 파악 시간!                                                                                     |                |              |
| 3      | 9월 3일   | YO! 너두                     | 형 토익봤다💯 영어에 200% 진심인 비와이의 리얼한 잉글리쉬 실력!                                               |                |              |
| 4      | 9월 4일   | 밤을 걷는 밤                 | 참 좋다, 유희열과 발맞춰 걷는 여름밤_청운효자동 편                                                            |                |              |
| 5      | 9월 7일   | 뉴팡! 뉴스 딜리버리 서비스   | 코로나 19 A to Z                                                                                              | 퀸 와사비      |              |
| 6      | 9월 8일   | 톡이나 할까?                 | 2nd 톡터뷰이 - 배우 박은빈                                                                                    |                |              |
| 7      | 9월 9일   | 개미는 오늘도 뚠뚠           | LV.2 주식투자의 첫 시작, 계좌개설!                                                                            |                |              |
| 8      | 9월 10일  | YO! 너두                     | 비와이용진이 배우는 것은 윤쌤의 마법 같은 영어이다 - 한국어 포기하고 외국인 마인드 되는 법!                   |                |              |
| 9      | 9월 11일  | 밤을 걷는 밤                 | 일상 속 복잡함에 쉼표 하나, 유희열과 함께 발 닿는 대로 걸어요_후암동 두텁바위로                               |                |              |
| 10     | 9월 14일  | 뉴팡! 뉴스 딜리버리 서비스   | 슬기로운 언택트 생활                                                                                          | 김남주         |              |
| 11     | 9월 15일  | 톡이나 할까?                 | 3rd 톡터뷰이 - 배우 김강훈                                                                                    |                |              |
| 12     | 9월 16일  | 개미는 오늘도 뚠뚠           | LV.3 내돈내투! 실전투자                                                                                       |                |              |
| 13     | 9월 17일  | YO! 너두                     | ‘조동사’가 뭔데요? 🤷 문법 다 몰라도 바로 해석되는 영어 학습법! (ft. 영찐, 당신은 크루원입니다)               |                |              |
| 14     | 9월 18일  | 밤을 걷는 밤                 | 마음을 적시는 비 오는 밤, 성곽길을 걸어보다_장충동 다산성곽길                                                 |                |              |
| 15     | 9월 21일  | 뉴팡! 뉴스 딜리버리 서비스   | 알면 돈 버는 청년정책.ZIP                                                                                     | 송하영, 장규리 |              |
| 16     | 9월 22일  | 톡이나 할까?                 | 4th 톡터뷰이 - 이근 대위                                                                                      |                |              |
| 17     | 9월 23일  | 개미는 오늘도 뚠뚠           | LV.4 개미들의 슬픈 자화상! 투자일지                                                                           |                |              |
| 18     | 9월 24일  | YO! 너두                     | 알짜배기 발음 꾸르팁😋 미국 VS 영국 발음 차이, 쉽고 빠르게 배워보자! (ft. 원어민)                             |                |              |
| 19     | 9월 25일  | 밤을 걷는 밤                 | 텅 빈 명동거리에서, 화려한 불빛 속을 거니는 나홀로 도시산책 _명동 재미로                                      |                |              |
| 20     | 9월 28일  | 뉴팡! 뉴스 딜리버리 서비스   | <추석특집> 올 해 추캉스는 뉴팡에서 보내요~                                                                    | 유지애, 정예인 |              |
| 21     | 9월 29일  | 톡이나 할까?                 | 5th 톡터뷰이 - 황광희                                                                                         |                |              |
| 22     | 9월 30일  | 개미는 오늘도 뚠뚠           | LV.5 주식거래 떡상 기원! Be the Reds                                                                          |                |              |
| 23     | 10월 1일  | YO! 너두                     | 영어회화 치트키 공개! 말을 무한대로 늘려주는 접.속.사. 4대장 뿌수기! (ft. 야망의 비와이)                      |                |              |
| 24     | 10월 2일  | 밤을 걷는 밤                 | 여기는 홍제천이고요, 저는 유희열입니다_세검정로                                                               |                |              |
| 25     | 10월 5일  | 뉴팡! 뉴스 딜리버리 서비스   | 방심하면 털린다! 자나깨나 <피싱>조심                                                                          | 수아, 시연     |              |
| 26     | 10월 6일  | 톡이나 할까?                 | 6th 톡터뷰이 - 김민경                                                                                         |                |              |
| 27     | 10월 7일  | 개미는 오늘도 뚠뚠           | LV.6 잃을수록 웃는다! 웃상개미 김종민의 등장                                                                  | 김종민 합류    |              |
| 28     | 10월 8일  | YO! 너두                     | ※토익 400점 이상 시청 금지※ 접속사? 관계사? 그것을 알려드림! That의 활용법.zip                                |                |              |
| 29     | 10월 9일  | 밤을 걷는 밤                 | 우리네 일상의 동네 한 바퀴, 오늘 밤 동행 하실래요?_관악로                                                     |                |              |
| 30     | 10월 12일 | 뉴팡! 뉴스 딜리버리 서비스   | 여기 주목!! <수능>이 2달도 안 남았다면서?                                                                     | 문빈, 산하     |              |
| 31     | 10월 13일 | 톡이나 할까?                 | 7th 톡터뷰이 - 김영하                                                                                         |                |              |
| 32     | 10월 14일 | 개미는 오늘도 뚠뚠           | LV.7 가치투자의 길! 재무제표 완전정복                                                                         |                |              |
| 33     | 10월 15일 | YO! 너두                     | ⚡영어 멸망전⚡ 래퍼들의 자존심을 건 영어 대결! Show Me The Gold (ft. 자강두천)                               |                |              |
| 34     | 10월 16일 | 밤을 걷는 밤                 | 하늘이 숨겨놓은 비밀의 숲으로 심야 산행, 함께 올라가 볼까요_천장산로                                          |                |              |
| 35     | 10월 19일 | 뉴팡! 뉴스 딜리버리 서비스   | 이 <쓰레기>야! 제대로 알고 버리자 <쓰레기>편                                                                  | 장예은, 손     |              |
| 36     | 10월 20일 | 톡이나 할까?                 | 8th 톡터뷰이 - 재재                                                                                           |                |              |
| 37     | 10월 21일 | 개미는 오늘도 뚠뚠           | LV.8 출연료도 맞들면 낫다?! 2:2 팀대결                                                                        |                |              |
| 38     | 10월 22일 | YO! 너두                     | 요즘 영어 정리간다! 필수 심화 문법 ‘to 부정사’ All PASS (ft.다듀 프듀)                                        |                |              |
| 39     | 10월 23일 | 밤을 걷는 밤                 | 여행자의 걸음으로 밤을 채우다, 유희열과 거니는 서울 시간 여행_사직로                                          |                |              |
| 40     | 10월 26일 | 뉴팡! 뉴스 딜리버리 서비스   | 내가 이 상을 받을 상인가~<노벨상> 편                                                                          | 이브, 여진     |              |
| 41     | 10월 27일 | 톡이나 할까?                 | 9th 톡터뷰이 - 배우 김혜수와 이정은                                                                           |                |              |
| 42     | 10월 28일 | 개미는 오늘도 뚠뚠           | Lv.9 주식 흐름 읽는 법! 차트의 정석                                                                           |                |              |
| 43     | 10월 29일 | YO! 너두                     | 이것만 구분하면 요즘 영어 끝! 'to 부정사' '-ing' '-ed'의 느낌적인 느낌 비교 정리 (ft. 자낳괴들의 전화 영어📞) |                |              |
| 44     | 10월 30일 | 밤을 걷는 밤                 | 모두가 기다리는 그 길, 유희열 대표님의 ‘퇴근길’ 같이 걷기_압구정 로데오                                       |                |              |
| 45     | 11월 2일  | 뉴팡! 뉴스 딜리버리 서비스   | 난 슬플 때 트로트를 들어💧 <트로트> 편                                                                        | 이수진, 신지윤 |              |
| 46     | 11월 3일  | 톡이나 할까?                 | 10th 톡터뷰이 - 엄정화                                                                                        |                |              |
| 47     | 11월 4일  | 개미는 오늘도 뚠뚠           | Lv.10 한국 경제사에 길이 남을 레전설의 탄생?!                                                                 |                |              |
| 48     | 11월 5일  | YO! 너두                     | 현지인처럼 영어 하기, 마지막 관문! 자세한 설명은 생략 ㅎ...(?)                                                |                |              |
| 49     | 11월 6일  | 밤을 걷는 밤                 | 유희열이 반한 최고의 야경, 서울의 모든 빛을 담아낸 버라이어티 밤마실_독서당로                                 |                |              |
| 50     | 11월 9일  | 뉴팡! 뉴스 딜리버리 서비스   | 바람과 천만 있으면 어디든 갈 수 있어 <캠핑> 편                                                                | 지원, 벨       |              |
| 51     | 11월 10일 | 톡이나 할까?                 | 11th 톡터뷰이 - 박지훈                                                                                        |                |              |
| 52     | 11월 11일 | 개미는 오늘도 뚠뚠           | Lv.11 동학에서 서학으로! 해외주식                                                                             |                |              |
| 53     | 11월 12일 | YO! 너두                     | 영어 패시브 장착 완! 모든 영어 문법 한방 정리👊 (ft. 찐막 수업)                                               |                |              |
| 54     | 11월 13일 | 밤을 걷는 밤                 | 모든 뻔한 것에는 다 이유가 있다, 클래식 산책의 정수_석촌호수로                                                |                |              |
| 55     | 11월 16일 | 뉴팡! 뉴스 딜리버리 서비스   | 美쳤다 방송 중 복권 당첨된거 실화? <복권> 편                                                                  | 예린, 은하     |              |
| 56     | 11월 17일 | 톡이나 할까?                 | 12th 톡터뷰이 - 배우 박하선                                                                                   |                |              |
| 57     | 11월 18일 | 개미는 오늘도 뚠뚠           | Lv.12 기본편 마무리! 개미들은 여전히 뚠뚠                                                                     |                | Chapter.1 끝 |
| 58     | 11월 19일 | YO! 너두                     | [단독] 비와이 영어 가사+무대 최초공개! 맞다 우리 병윤이... 비와이였지?!                                       |                | 마지막회     |
| 59     | 11월 20일 | 밤을 걷는 밤                 | 기억을 공간에 묻은 그곳, 달 밝은 밤 유희열과 동네 산책 어떠세요?_성북로                                       |                |              |
| 60     | 11월 23일 | 뉴팡! 뉴스 딜리버리 서비스   | 월월! 어디서 🐶소리가 들린다면? <반려동물>편                                                                  | 다영, 루다     |              |
| 61     | 11월 24일 | 톡이나 할까?                 | 13th 톡터뷰이 - 싱어송라이터 적재                                                                             |                |              |
| 62     | 11월 25일 | 개미는 오늘도 뚠뚠           | Lv.13 Chapter1 총정리 스페셜-1                                                                                |                |              |
| 63     | 11월 26일 | -                            | - |                |              |
| 64     | 11월 27일 | 밤을 걷는 밤                 | 배우 한지민과 유희열의 설레는 동행, 우리 같이 걸을까요?_이촌로                                                | 한지민         |              |
| 65     | 11월 30일 | 뉴팡! 뉴스 딜리버리 서비스   | 美쳤습니까 휴면? 인공지능의 역습 <AI>편                                                                       | 주이, 낸시     | 마지막회     |
| 66     | 12월 1일  | 톡이나 할까?                 | 14th 톡터뷰이 - 구경선 작가                                                                                   |                |              |
| 67     | 12월 2일  | 개미는 오늘도 뚠뚠           | Lv.14 Chapter1 총정리 스페셜-2                                                                                |                |              |
| 68     | 12월 3일  | -                            | - |                |              |
| 69     | 12월 4일  | 밤을 걷는 밤                 | 모든 세대에게 전하는 위로, 시간을 달리는 길로 초대합니다_종로                                                 |                |              |
| 70     | 12월 7일  | -                            | - |                |              |
| 71     | 12월 8일  | 톡이나 할까?                 | 15th 톡터뷰이 - 배우 남주혁                                                                                   |                |              |
| 72     | 12월 9일  | 개미는 오늘도 뚠뚠           | - |                |              |
| 73     | 12월 10일 | -                            | - |                |              |
| 74     | 12월 11일 | 밤을 걷는 밤                 | 삶이 빛나는 밤거리로 심야 산책, 각자의 치열함이 눈부신 그곳_창신동                                            |                |              |
| 75     | 12월 14일 | -                            | - |                |              |
| 76     | 12월 15일 | 톡이나 할까?                 | 16th 톡터뷰이 - 정세랑 작가                                                                                   |                |              |
| 77     | 12월 16일 | 개미는 오늘도 뚠뚠           | - |                |              |
| 78     | 12월 17일 | -                            | - |                |              |
| 79     | 12월 18일 | 밤을 걷는 밤                 | 수많은 청춘이 꿈꾸는 밤, 젊음의 거리에서 청년 유희열을 찾다_토정로                                            |                |              |
| 80     | 12월 21일 | -                            | - |                |              |
| 81     | 12월 22일 | 톡이나 할까?                 | 17th 톡터뷰이 - 배우 지창욱&김지원                                                                            |                |              |
| 82     | 12월 23일 | 개미는 오늘도 뚠뚠 Chapter.2 | Lv.1 Chapter 2 개장! 주제 공시 : <언택트>                                                                     |                |              |
| 83     | 12월 24일 | -                            | - |                |              |
| 84     | 12월 25일 | 밤을 걷는 밤                 | 해피 유희열! 크리스마스에 찾아온 요정과 함께하는 연말 밤 산책_이태원로                                        | 정재형         |              |

## 같이 보기
- 카카오M